# Бенджамин, Эмелия
Эмелия Бенджамин (англ. Emelia J. Benjamin, род. XX век) — американский кардиолог и исследователь. Она является профессором медицины в Медицинской школе Бостонского университета, профессором эпидемиологии в Школе общественного здравоохранения Бостонского университета, а также практикующим кардиологом в Бостонском медицинском центре. 
Бенджамин является автором более 800 рецензируемых публикаций. Она является одним из наиболее цитируемых исследователей в области клинической кардиологии: более 330 000 цитирований и индекс Хирша 200.
Американская кардиологическая ассоциация назвала её выдающимся учёным 2022 года.